# Tom Kåre Staurvik
Tom Kåre Staurvik (Bodø, 13 februari 1970) is een Noors voormalig voetballer die als centrale middenvelder speelde.
Staurvik begon bij Bodø/Glimt waarmee hij de Noorse voetbalbeker 1993 won en kwam al snel bij Rosenborg waarmee hij landskampioen werd in 1995 en 1996 en de beker won in 1995. In het seizoen 1996/97 speelde hij een half jaar in Nederland bij NAC voor hij terugkeerde bij Bodø/Glimt. Na korte periodes in China en Zweden besloot hij in 2004 zijn loopbaan bij een kleine Noorse club. Staurvik kwam tweemaal uit voor het Noors voetbalelftal.